# Drake & Josh unterwegs nach Hollywood
Drake & Josh unterwegs nach Hollywood ist eine US-amerikanische Komödie aus dem Jahr 2006. Die Hauptrollen werden von den Schauspielern Drake Bell und Josh Peck gespielt. Für Regie, Drehbuch und Produktion war Dan Schneider verantwortlich, der auch die Serie Drake & Josh produziert. Dies ist der erste Film, der der Serie nachempfunden ist. Er ist seit September 2008 auf DVD erhältlich.

## Handlung
Megan darf für zehn Tage zu ihrer Freundin nach Colorado, Walter und Audrey sind zehn Tage auf einer Kreuzfahrt und so haben Drake und Josh das Haus ganz für sich allein. Doch bevor sie die Freiheit genießen können, müssen sie Megan zum Flughafen fahren. Durch ein Missgeschick von Drake setzen sie Megan in das falsche Flugzeug; sie fliegt nicht nach Denver, sondern nach Los Angeles. Deshalb kaufen sich Drake und Josh Tickets für den nächsten Flug, um Megan wieder zurückzuholen.
In Los Angeles angekommen ruft Megan die beiden an und sagt ihnen, dass sie in einem Hotel ist. Die beiden trennen sich am Eingang des Hotels, zu dem sie mit einem Taxi gefahren sind, da Josh auf die Toilette muss. In der Zwischenzeit sucht Drake nach dem Megans Suite. Josh hat währenddessen auf der Toilette einen Produzenten von TRL getroffen, den er von Drakes Talent überzeugt. Drake soll noch am selben Tag um 16:30 Uhr einen Auftritt in der Show haben, zu dem er um 16:00 Uhr erscheinen soll. Da die Jungs nicht wissen, welchen Song Drake spielen soll, beschließen sie alle Lieder in Megans Appartement durchzuhören. Dabei merken sie, dass Joshs G-O (ein Portable Media Player) im Flugzeug mit einem anderen vertauscht wurde.
In diesem Moment dringen zwei Männer in das Zimmer ein, denen der G-O gehört und ihn wiederhaben wollen. Josh bemerkt sofort deren illegale Absichten und flüchtet mit Drake in einem fremden Auto. Die Männer bekommen die Brüder aber später zu fassen und halten sie im geheimen Versteck ihrer Bande gefangen. Dort erfahren Drake und Josh, dass die Gruppe Falschgeld druckt. Megan hat in ihrem Hotelzimmer einen Notizzettel mit der Adresse des Verstecks entdeckt und macht sich auf, ihre Brüder zu retten. Da ihr Handy eine sehr schlechte Verbindung hat, kann die Polizei bei ihrem Anruf nur den Aufenthaltsort ausfindig machen. Sie schleicht sich in das Versteck und hält die Verbrecher so lange auf, bis die Polizei eintrifft. Diese verhaftet die Bande.
Drake hat allerdings nur noch 22 Minuten bis zu seinem Auftritt. Deshalb willigt die Polizei ein, ihn und Josh zu den Studios zu eskortieren. Da sie mit einer Dodge Viper, die sie von Tony Hawks Manager geliehen haben, fahren, kommen sie doch noch rechtzeitig an. Drake legt einen guten Auftritt hin und bekommt einen Vertrag.
Der Film endet damit, dass Drake und Josh von zwei Mädchen angesprochen werden, mit denen sie in der Viper eine Spritztour durch Los Angeles unternehmen.

## Hintergrund
- Auf dem Weg zum Flughafen schaut sich Josh eine Aufzeichnung eines Auftritts von Drake an. Diese Aufzeichnung zeigt den Auftritt in der Folge Die Star-Party der Serie Zoey 101.
- Joshs Laptop hat in Anlehnung an das Apple-Logo eine Birne auf dem Deckel. Dieses Logo wird auch in anderen Serien von Nickelodeon (beispielsweise Zoey 101 und iCarly) verwendet.
- In der deutschen Version des Films wurden fast 10 Minuten rausgeschnitten. Auch auf der deutschen DVD ist der Film nicht komplett. Gründe hierfür sind unbekannt.
- Im Film spielte Drake zwei Songs (Don´t Preach und Hollywood Girl), die stammen aus seinem Album Telegraph, das 2005 erschienen ist.
- Im Flughafen schaut Josh sich die CNN-Nachrichten an, bei der über eine Falschgeld-Bande berichtet wird. Diese wird später mit Hilfe von Drake und Josh gefasst.

## Synchronisation
Die Synchronisation wurde von der Film- & Fernseh-Synchron übernommen. Zu der Besetzung gehörte noch Clemens Ostermann, der 2007 an einem Lungenkollaps starb, er konnte Drake in der vierten Staffel nur noch in wenigen Folgen seine Stimme verleihen.
| Darsteller         | Deutscher Sprecher | Rolle                 |
| ------------------ | ------------------ | --------------------- |
| Nancy Sullivan     | Susanne von Medvey | Audrey Parker-Nichols |
| Matt Newton        | Johannes Raspe     | Deegan                |
| Drake Bell         | Clemens Ostermann  | Drake Parker          |
| Joseph Warren      | Dirk Meyer         | Herb                  |
| Josh Peck          | Manuel Straube     | Josh Nichols          |
| Miranda Cosgrove   | Melina Borcherding | Megan Parker          |
| John J. York       | Thomas Albus       | Milo McCrary          |
| Jordan Belfi       | Stefan Günther     | TRL Manager (MTV)     |
| Jonathan Goldstein | Christoph Jablonka | Walter Nichols        |